# Bravos de Múzquiz
Los Bravos de Múzquiz fue un equipo de béisbol que participó en la Liga del Norte de Coahuila con sede en Múzquiz, Coahuila, México.

## Historia
Los Bravos de Múzquiz participaron hasta la temporada 2013 donde terminaron en último lugar.

## Jugadores

### Roster actual
Por definir.